# 알렉스 기브니

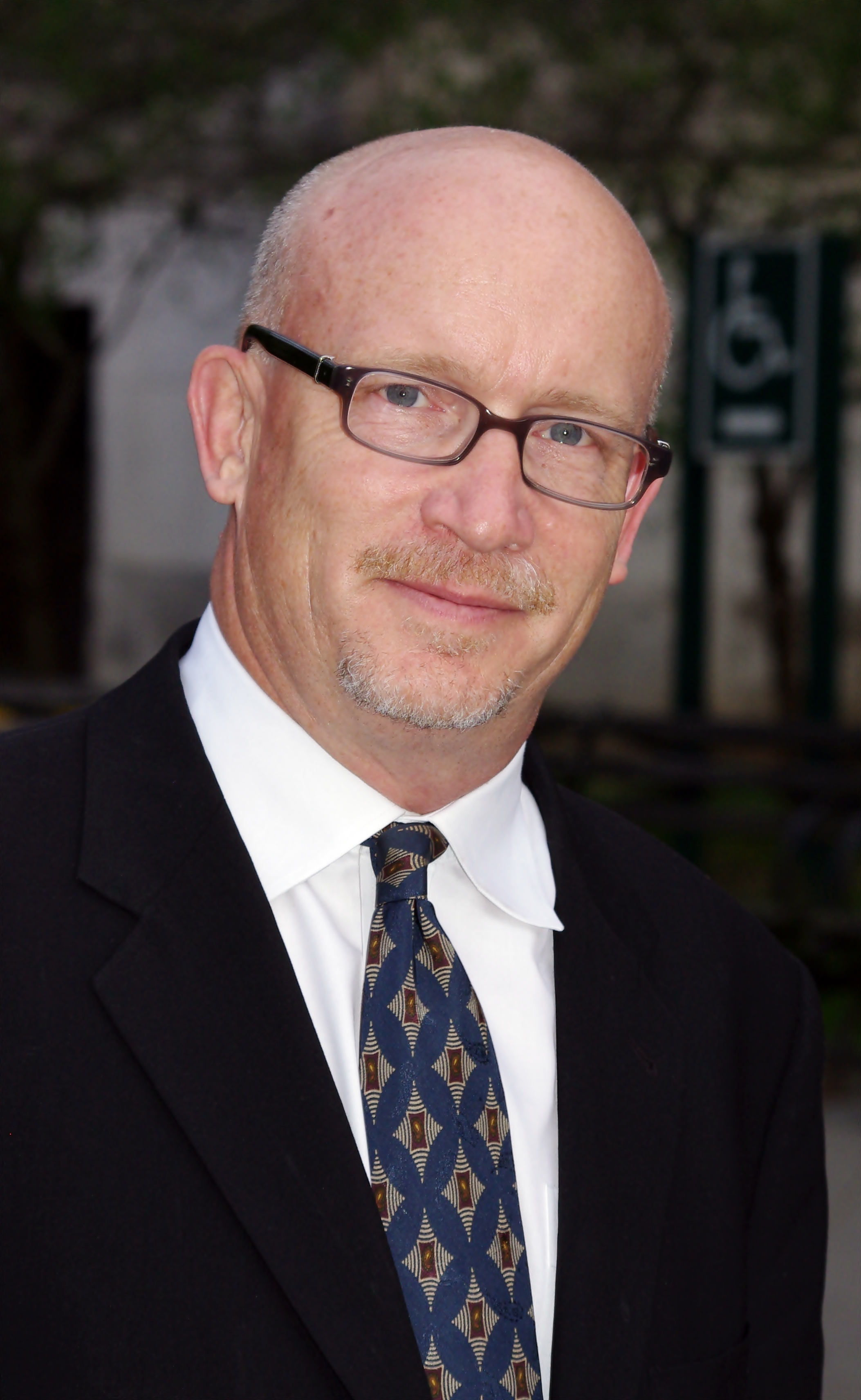

필립 알렉산더 기브니(Philip Alexander Gibney, 1953년 10월 23일 ~ )는 미국의 다큐멘터리 영화 감독이자 프로듀서이다. 2010년, 에스콰이어 잡지는 기브니를 "우리 시대의 가장 중요한 다큐멘터리 인물이 되고 있다"고 언급했다.

## 참여 작품
- 택시 투 더 다크 사이드
- 빌리언스